# Kawasaki Vulcan 750
La VN750, también conocida como la Vulcan 750, y la VN700, Vulcan 700 en el mercado de EE. UU., es una motocicleta  con motor de 750 cc de tipo crucero hecha por Kawasaki desde 1985 hasta 2006. La Vulcan 750 fue la primera motocicleta para crucero y la primera con motor de 2 cilindros en V de Kawasaki. Fue introducida a finales de 1984 como el modelo de 1985. Formaba parte de la línea de motocicletas Kawasaki Vulcan.

## Historia
Kawasaki introdujo la clase de motocicletas Vulcan de 750 cc en 1985. Debido a la tarifa que los EE. UU. cobraba a la importación de motocicletas de Japón de más de  700 cc, el modelo inicial para el mercado de EE. UU. limitaba el motor a 699 cc y se llamaba Kawasaki Vulcan 700. La tarifa fue revocada en 1986, y todas las motocicletas a partir de ese año hasta que su producción terminó en 2006 fueron de 749 cc, cambiándose otra vez su nombre para EE. UU. a Vulcan 750.

## Información general
La VN750 se mantuvo prácticamente sin cambios a lo largo de los 22 años que estuvo en producción, con solo pequeños ajustes a los componentes y los esquemas de pintura de los distintos años. La VN750 era única en su clase al tener una más confiable transmisión de eje cardán, normalmente usada solo en las motos de crucero más grandes. La motocicleta tenía también enfriamiento al motor por líquido, DOHC, motor en V capaz de producir 66 CV y una entrega de par motor de 47 libras-pie prácticamente plana a lo largo del total del rango de rpms, aunque es sabido que la potencia publicada por Kawasaki era menor en un 8-10% que las mediciones reales en dinamómetro que obtenían distintos laboratorios. La moto estaba configurada para que el piloto la montara en una posición erguida, asiento  "king/queen seat" y respaldo de fábrica para el pasajero. La VN750 también tenía shocks de aire ajustables al frente y shocks con válvulas de 4 vías atrás.